# Torneo de Bucarest 2024
El Țiriac Open 2024 fue un torneo de tenis que perteneció a la ATP en la categoría de ATP Tour 250. Se disputó desde el 15 hasta el 21 de abril de 2024 sobre polvo de ladrillo en el Năstase & Marica Sports Club en Bucarest (Rumania).

## Distribución de puntos
| Modalidad            | Campeón | Finalista | Semifinales | Cuartos de final | 2ª ronda | 1ª ronda | Clasificados | 2ª ronda de clasificación | 1ª ronda de clasificación |
| Individual masculino | 250     | 165       | 100         | 50               | 25       | 0        | 13           | 7                         | 0                         |
| Dobles masculino     | 250     | 150       | 90          | 45               | 20       | 0        | -            | -                         | -                         |

## Cabezas de serie

### Individuales masculino
| Tenista             | Ranking | Preclasificado |
| Francisco Cerúndolo | 22      | 1              |
| Tallon Griekspoor   | 26      | 2              |
| Sebastian Korda     | 27      | 3              |
| Alejandro Tabilo    | 45      | 4              |
| Mariano Navone      | 51      | 5              |
| Lorenzo Sonego      | 57      | 6              |
| Nuno Borges         | 58      | 7              |
| Pedro Martínez      | 60      | 8              |

- Ranking del 8 de abril de 2024.[2]

### Dobles masculino
| Tenista                           | Ranking | Preclasificado |
| Lloyd Glasspool Jean-Julien Rojer | 51      | 1              |
| Sadio Doumbia Fabien Reboul       | 65      | 2              |
| Harri Heliövaara Henry Patten     | 96      | 3              |
| Nicolás Barrientos Rafael Matos   | 96      | 4              |

## Campeones

### Individual masculino
Márton Fucsovics venció a  Mariano Navone por 6-4, 7-5

### Dobles masculino
Sadio Doumbia /  Fabien Reboul vencieron a  Harri Heliövaara /  Henry Patten por 6-3, 7-5